# Jurista
Jurista (del llatí iurista, amb l'arrel ius que significa justícia) defineix a la persona que estudia dret i que exerceix una professió jurídica. Per tant, es denomina així a la persona la professió de la qual està relacionada amb les lleis o el dret en general.
Es tracta d'un terme extens en el qual poden englobar els següents col·lectius:
- Advocats
- Fiscals
- Jutges
- Teòrics del Dret: professors, filòsofs, etc.

En alguns països, el terme es fa servir per fer referència principalment a algun dels grups esmentats. Per exemple, als Estats Units sol fer referència als jutges. En altres països, com el Regne Unit, el terme ha caigut en desús o es fa servir rarament. A França es denomina jurista a tot aquell que, tenint un títol habilitant, es dedica a qualsevol de les activitats que componen el món jurídic.
A l'Amèrica Llatina només s'utilitza el terme per fer referència als experts del Dret, en qualsevol de les seves branques, que han assolit un alt grau de desenvolupament teòric. El terme consisteix llavors més aviat en una distinció, en un reconeixement i, com a tal, ningú es diu a si mateix jurista sinó que la comunitat jurídica en el seu conjunt reconeix a aquest algú com "jurista".

## Origen

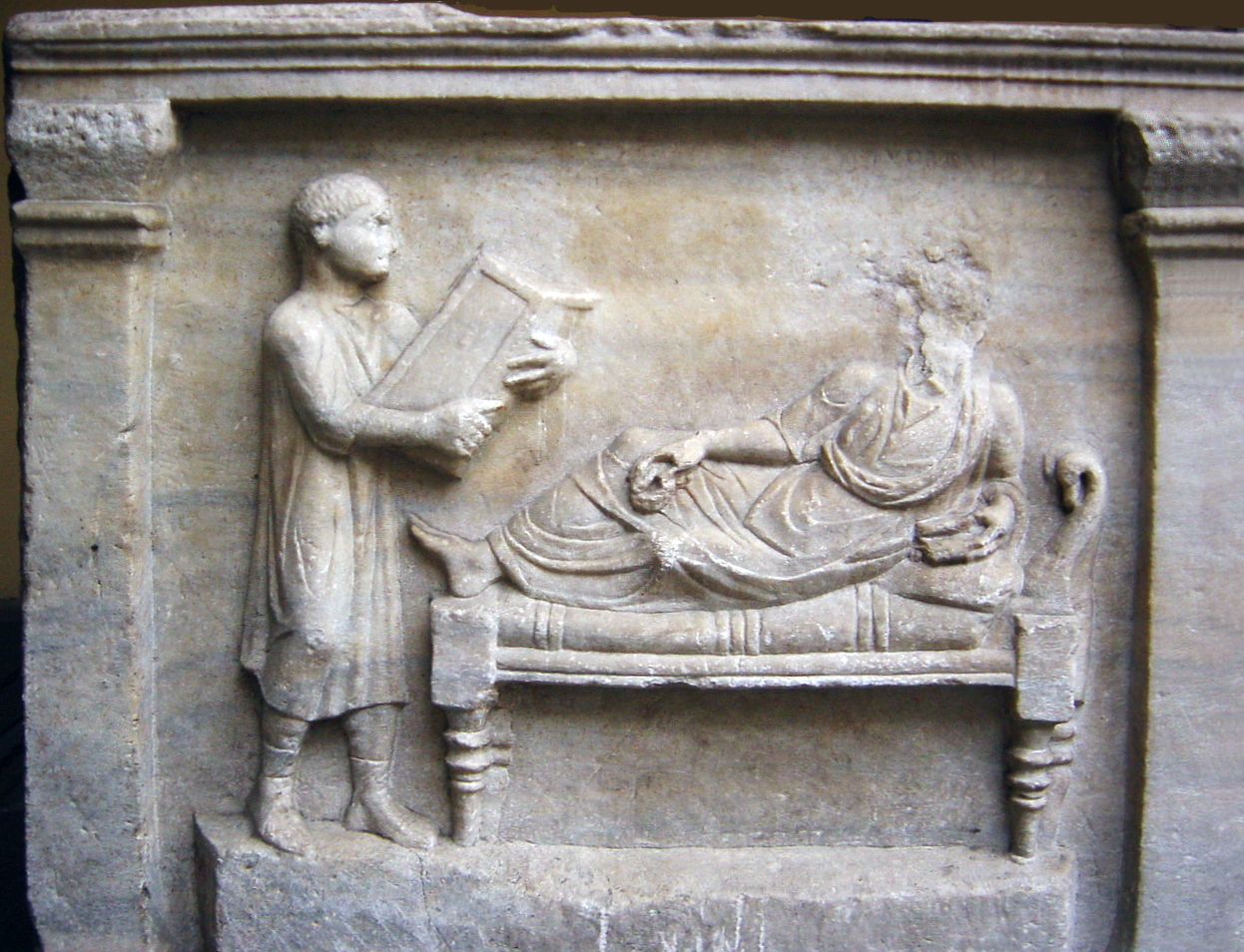
Detall del sarcòfag d'un jurista romà (any 315-320 dC)

L'origen d'aquest terme s'atribueix al dret romà, que cap al segle iv aC, en fer públiques les normes, sorgeix la necessitat d'interpretar-les. Aquests intèrprets van ser designats com a jurisprudencials o jurisconsults. La seva funció era estudiar la llei i atendre consultes públiques, resolent els casos que se'ls presentaven. Les seves interpretacions van donar lloc a la jurisprudència.